# Erik Sjöman
Anders Erik Sjöman, född 30 oktober 1975, är en svensk jurist.
Erik Sjöman är advokat och delägare i Advokatfirman Vinge. Han är ledamot i Aktiemarknadsnämnden och Nasdaq Stockholms disciplinnämnd. Han utnämndes 2025 till justitieråd i Högsta domstolen och tillträder detta uppdrag den 1 september 2025.